# ناحیه کانسپسیون (پاراگوئه)
ناحیه کانسپسیون (پاراگوئه) (به اسپانیایی: Concepción Department (Paraguay)) یک ناحیه در کشور پاراگوئه است.

## خصوصیات
ناحیه کانسپسیون ۱۸٬۰۵۱ کیلومترمربع مساحت و ۱۸۰٬۲۷۷ نفر جمعیت دارد.